# Janick Gers
Janick Robert Gers (Hartlepool (Engeland), 27 januari 1957) is een rockmusicus. Hij is een van de drie gitaristen in de heavymetalband Iron Maiden. Hij is tevens componist.
Gers was de leadgitarist van de band White Spirit voordat hij bij Gillan ging spelen, een groep die gevormd is door voormalig Deep Purple zanger Ian Gillan. Nadat Gillan uit elkaar was gevallen, speelde hij in Gogmagog en met verschillende artiesten waaronder Fish van Marillion. In 1990 speelde hij gitaar op het eerste soloalbum van Iron Maiden zanger Bruce Dickinson, "Tattooed Millionaire". Tijdens de opnamen van dat album is hij gevraagd om bij Iron Maiden te komen ter vervanging van Adrian Smith. Hij speelt sinds die tijd in de band.
Net als zijn medebandleden Adrian Smith en Dave Murray is Gers' speelstijl uniek. In plaats van te hameren en plukken prefereert hij heel snel te pikken, wat een uniek geluid produceert, wat door sommige fans wordt gezien als slordig solo-spelen. Zijn grootste invloed komt van Ritchie Blackmore van Deep Purple, van wie hij een aantal poses op het podium heeft geïmiteerd.
Fans van sinds de jaren 90 vinden dat Gers een belangrijke rol speelt voor het huidige Iron Maiden-geluid, maar fans van sinds de jaren 80 zijn er enigszins verdeeld over of Gers wel thuishoort in de band.
- Biblioteca Nacional de España: XX1048853
- Gemeinsame Normdatei: 134680871
- International Standard Name Identifier: 0000 0000 7822 470X
- Library of Congress Control Number: no2018116821
- MusicBrainz: d883f57b-9696-4273-9272-150a8df82360
- Nationale Bibliotheek van Tsjechië: js20030929013
- Istituto Centrale per il Catalogo Unico: DDSV363779
- Virtual International Authority File: 79727986
- WorldCat: E39PBJtmwkXkTXXmHKKrjcBQMP